# Lopharcha
Lopharcha es un género de polillas de la familia Tortricidae .

## Especies
- Lopharcha amethystas Meyrick, 1912
- Lopharcha angustior Diakonoff, 1941
- Lopharcha chalcophanes Meyrick, 1931
- Lopharcha chionea Diakonoff, 1974
- Lopharcha conia Diakonoff, 1983
- Lopharcha cryptacantha Diakonoff, 1974
- Lopharcha curiosa Meyrick, 1908
- Lopharcha deliqua Diakonoff, 1974
- Lopharcha ditissima Diakonoff, 1974
- Lopharcha erioptila Meyrick, 1912
- Lopharcha halidora Meyrick, 1908
- Lopharcha herbaecolor Diakonoff, 1941
- Lopharcha insolita Dugdale, 1966
- Lopharcha iriodis Diakonoff, 1976
- Lopharcha kinokuniana Nasu, 2008
- Lopharcha kopeci Razowski, 1992
- Lopharcha maurognoma Diakonoff, 1974
- Lopharcha moriutii Nasu, 2006
- Lopharcha orthioterma Diakonoff, 1941
- Lopharcha psathyra Diakonoff, 1989
- Lopharcha quinquestriata Diakonoff, 1941
- Lopharcha rapax Meyrick, 1908
- Lopharcha siderota Meyrick, 1918